# 普羅科皮夫卡 (諾夫哥羅德-謝韋爾斯基區)
52°3′42″N 33°26′59″E / 52.06167°N 33.44972°E
普羅科皮夫卡（烏克蘭語：Прокопівка），是烏克蘭的村落，位於該國北部切爾尼戈夫州，由諾夫哥羅德-謝韋爾斯基區負責管轄，始建於1600年，面積1.11平方公里，海拔高度141米，2001年人口183，人口密度每平方公里164.9人。